# Historia de fondo
Una historia de fondo o historia de trasfondo es un conjunto de eventos inventados para una trama, que preceden y conducen a tal trama. Tal historia narra los eventos que llevaron a la historia o trama principal de una obra tal como una novela o una película, y sirve para situar a un personaje en relación con una situación general. Se utiliza en la literatura, el cine y en otras géneros y formas de entretenimiento.
En su uso contemporáneo el término proviene del inglés backstory, que a su vez viene de background story.Background, que puede traducirse como fondo o trasfondo, es un término proveniente del teatro, donde se refería al uso de lienzos pintados como decorados para dar contexto a las escenas, uso que hizo más figurativo para el siglo XIX.
En actuación, el término se refiere a la historia del personaje antes de que comiencen los eventos de la obra, y es creada durante el proceso de preparación del actor.

## Uso
Herman y cols. (2010) definen las historias de fondo como «un tipo de exposición que a menudo involucra la analepsis o flashback; un poner al tanto de las circunstancias y acontecimientos que han llevado al momento presente en el mundo de una historia, y que arrojan luz sobre las implicaciones más amplias de conductas reales o potenciales por parte de personajes que ocupan una narrativa particular "en el ahora"». Añaden que técnicas narrativas como la de empezar una historia in medias res exigen que una historia de fondo sea dada de manera analéptica, mientras que en otros casos como los de las novelas realistas la historia de fondo es presentada desde el comienzo.
Como recurso narrativo, las historias de fondo se emplean a menudo para brindar profundidad o credibilidad a la trama o historia principal. La utilidad de que haya una revelación dramática (anagnórisis) dentro de una obra fue reconocida ya por Aristóteles, en su Poética .
Las historias de fondo suelen revelarse, parcial o completamente, cronológicamente o de otra manera, a medida que se desarrolla la narrativa principal. No obstante, los autores de historias pueden crear también solo partes de una historia de fondo o incluso historias de fondo completas que son únicamente para su propio uso.
Asimismo, las historias de fondo pueden revelarse por varios medios, entre ellos flashbacks (analépsis), diálogos, narraciones directas, resúmenes, memorias o exposición. La película original de Star Wars y sus dos primeras secuelas son ejemplos de una obra que tiene una historia de fondo preconcebida, historia de fondo que se estrenó posteriormente como la segunda serie de precuelas de tres películas.
Un caso especial de historia de fondo es aquel en el que las heridas psicológicas de un personaje principal en la historia de fondo de la película sirven como elemento orientador de la trama, por ejemplo, para hacer que el comportamiento llamativo de un personaje parezca verosímil. Algunos ejemplos cinematográficos son Marnie (1964), El aventurero (1967) o Alexander (2004).

## Recuerdo
La recuperación o recuerdo es un modo de escritura de ficción en el que un personaje recuerda o rememora algo. En este caso, la memoria de un personaje juega un rol a la hora de transmitir la historia de fondo, en tanto le permite al escritor de ficción sacar a relucir información de una etapa previa de la historia o de antes de que comience la misma. Si bien el recuerdo no se reconoce ampliamente como un modo distinto de escritura de ficción, es usado comúnmente por escritores de ficción.
El escritor de ciencia ficción Orson Scott Card ha comentado que «si se trata de un recuerdo que el personaje podría haber evocado en cualquier punto, hacer que piense en ello justo a tiempo para tomar una decisión crucial puede parecer una coincidencia inverosímil...» y continúa diciendo que «si el recuerdo va a instigar una decisión actual, entonces el recuerdo, a su vez, debe haber sido instigado por un acontecimiento reciente». 

## En los universos compartidos
En los universos compartidos, más de un escritor puede dar forma a la misma historia de fondo. La creación posterior de una historia de fondo que entra en conflicto con una historia principal escrita con anterioridad puede requerir que se usen dispositivos de ajuste tales como la llamada retrocontinuidad.

## En la actuación
Actores y actrices pueden crear sus propias historias de fondo para sus personajes, yendo más allá de la información, a menudo escasa, que se les da en un guion. Completar detalles ayuda a los actores a interpretar el libreto y a crear personajes completamente imaginados.